# ダニエル・ロバートソン
ダニエル・ロジャー・ロバートソン（Daniel Roger Robertson, 1985年9月30日 - ）は、アメリカ合衆国・カリフォルニア州サンバーナーディーノ郡フォンタナ出身の元プロ野球選手（外野手）。右投右打。

## 経歴
2008年のMLBドラフト33巡目（全体1005位）でサンディエゴ・パドレスから指名され、プロ入り。この年は傘下のA-級ユージーン・エメラルズでプロデビュー。73試合に出場して打率.377・3本塁打・45打点・20盗塁の成績を残した。
2009年はA-級フォートウェイン・ティンキャップスでプレーし、121試合に出場して打率.296・5本塁打・65打点・20盗塁の成績を残した。
2010年はA+級レイクエルシノア・ストームでプレーし、135試合に出場して打率.300・6本塁打・61打点・30盗塁の成績を残した。
2011年はAA級サンアントニオ・ミッションズでプレーし、124試合に出場し、打率.283・5本塁打・44打点・20盗塁の成績を残した。
2012年はAAA級ツーソン・パドレスでプレーし、129試合に出場して打率.302・2本塁打・38打点・18盗塁の成績を残した。
2013年はAAA級ツーソンでプレーし、136試合に出場して打率.285・2本塁打・53打点・23盗塁の成績を残した。
2014年はAAA級エル・パソ・チワワズでプレーし、5試合に出場して打率.364・2本塁打・5打点の成績を残した。4月23日に金銭トレードで、テキサス・レンジャーズへ移籍し、メジャー契約を結んだ。4月29日のオークランド・アスレチックス戦でメジャーデビュー。7回裏から秋信守の代走として出場し、9回裏のメジャー初打席は三振に終わった。11月20日に金銭もしくは後日発表選手とのトレードで、ロサンゼルス・エンゼルス・オブ・アナハイムへ移籍した。
2015年は出場試合数が約半減し、37試合でプレーした。本塁打は2年連続で放てなかったが、打率は前年を少し上回って.280をマークした。外野の守備では左翼手27試合・中堅手7試合・右翼手1試合でそれぞれ守りに就き、無失策・トータルのDRS + 5という安定した内容だった。11月6日にウェイバー公示を経てシアトル・マリナーズへ移籍した。12月23日に40人枠を外れる形で傘下のAAA級タコマ・レイニアーズへ配属された。
2016年7月5日にメジャー契約を結んでアクティブ・ロースター入りした。8月12日にDFAとなり、15日に40人枠を外れる形でAAA級タコマへ配属された。この年メジャーでは9試合に出場して打率.263・1打点の成績を残した。10月3日にFAとなった。11月23日にクリーブランド・インディアンスとマイナー契約を結び、2017年のスプリングトレーニングに招待選手として参加することになった。
2017年は開幕から傘下のAAA級コロンバス・クリッパーズでプレーし、5月14日にメジャー契約を結んでアクティブ・ロースター入りした。8月9日にジェイ・ブルースの加入に伴ってDFAとなり、翌10日に自由契約となったが、15日にマイナー契約を結んでAAA級コロンバスへ配属された。
2018年2月14日にアリゾナ・ダイヤモンドバックスとマイナー契約を結ぶ。8月3日に自由契約となり、14日に独立リーグ・アトランティックリーグのシュガーランド・スキーターズと契約。
2019年2月15日にアメリカン・アソシエーションのカンザスシティ・ティーボーンズと契約したが、6月1日に自由契約となった。6月17日に同リーグのクリーバーン・レイルローダーズと契約した。この年限りで現役を引退。
2021年より、母校のオレゴン州立大学のアシスタントコーチに就任した。
2022年より、クリーブランド・ガーディアンズ傘下A-級リンチバーグ・ヒルキャッツのベンチコーチに就任した。2023年は傘下AA級アクロン・ラバーダックスのベンチコーチを務める。

## 詳細情報

### 年度別打撃成績
| 年 度    | 球 団    | 試 合 | 打 席 | 打 数 | 得 点 | 安 打 | 二 塁 打 | 三 塁 打 | 本 塁 打 | 塁 打 | 打 点 | 盗 塁 | 盗 塁 死 | 犠 打 | 犠 飛 | 四 球 | 敬 遠 | 死 球 | 三 振 | 併 殺 打 | 打 率 | 出 塁 率 | 長 打 率 | O P S |
| -------- | -------- | ----- | ----- | ----- | ----- | ----- | -------- | -------- | -------- | ----- | ----- | ----- | -------- | ----- | ----- | ----- | ----- | ----- | ----- | -------- | ----- | -------- | -------- | ----- |
| 2014     | TEX      | 70    | 197   | 177   | 23    | 48    | 9        | 1        | 0        | 59    | 21    | 6     | 4        | 2     | 1     | 17    | 0     | 0     | 28    | 3        | .271  | .333     | .333     | .667  |
| 2015     | LAA      | 37    | 80    | 75    | 10    | 21    | 2        | 0        | 0        | 23    | 7     | 0     | 0        | 3     | 0     | 2     | 1     | 0     | 7     | 1        | .280  | .299     | .307     | .605  |
| 2016     | SEA      | 9     | 21    | 19    | 1     | 5     | 1        | 0        | 0        | 6     | 1     | 0     | 1        | 1     | 0     | 1     | 0     | 0     | 3     | 2        | .263  | .300     | .316     | .616  |
| 2017     | CLE      | 32    | 88    | 80    | 9     | 18    | 4        | 1        | 1        | 27    | 7     | 0     | 1        | 1     | 0     | 7     | 1     | 0     | 3     | 6        | .225  | .287     | .338     | .625  |
| MLB：4年 | MLB：4年 | 148   | 386   | 351   | 43    | 92    | 16       | 2        | 1        | 115   | 36    | 6     | 6        | 7     | 1     | 27    | 2     | 0     | 41    | 12       | .262  | .314     | .328     | .642  |

### 背番号
- 19（2014年）
- 44（2015年）
- 99（2016年 - 2017年）